# Priorat Wavreumont
Das Priorat Wavreumont (Monastère Saint-Remacle de Wavreumont) ist ein Benediktiner-Kloster in Stavelot im Osten Belgiens, in der Provinz Lüttich.
Die Priorat gehört zur Kongregation von der Verkündigung der seligen Jungfrau Maria, einem Klosterverband der Benediktinischen Konföderation.
Das Kloster wurde 1950 von einer Gruppe von Mönchen aus der Abtei Keizersberg in Löwen gegründet und 1966 als Kloster anerkannt. Es folgte der Tradition des Klosterlebens der Reichsabtei Stablo-Malmedy, die im 7. Jahrhundert von dem heiligen Remaclus gegründet wurden und Ende des 18. Jahrhunderts im Zuge der französischen Revolution geschlossen wurde.